# مارتا والشیاک
مارتا والشیاک (لهستانی: Marta Walesiak؛ زادهٔ ۲۹ ژوئیه ۱۹۷۸) بازیگر و صداپیشه اهل لهستان است. وی دانش‌آموختهٔ مدرسه ملی فیلم ووچ است.
از فیلم‌ها یا مجموعه‌های تلویزیونی که وی در آن‌ها نقش داشته‌است، می‌توان به اجاره‌نشین‌ها، قانون حقیقی، طایفه و ع چون عشق اشاره نمود.